# 紫星蓟
紫星蓟也叫红星蓟（英語：red star thistle）、星苞矢車菊，是菊科矢车菊属植物，原产欧洲、北非、西亚，如今已在北美、澳洲、南非等地归化。种加词意思是铁蒺藜，指本种星芒状的苞刺形似铁蒺藜。